# VOC in oorlog met Cambodja
De Verenigde Oost-Indische Compagnie (VOC) voerde in 1644 oorlog tegen Cambodja, die voor de compagnie uit de Republiek der Zeven Verenigde Nederlanden verloren ging. De VOC-commandant Hendricq Harouse kwam daarbij om het leven. 

## Geschiedenis

### Vooraf
De VOC had sinds 1637 een factorij aan de Mekong in Cambodja, dat zich toen uitstrekte tot de Zuid-Chinese Zee. Er werd vooral handel gedreven tussen Cambodja en Japan. Vanaf 1641 was het voor de Portugezen verboden om handel te drijven op Japan. De VOC, evenals China, mocht dat nog wel. De Portugezen ontdoken de boycot door hun handelsspullen door Chinezen te laten vervoeren. Dit gebeurde met steun van de koning van Cambodja op Cambodjaanse grond. In 1642 kaapte de VOC aan de monding van de Mekong twee van dergelijke Chinese jonken, beladen met Portugese koopwaar en confisqueerde alle goederen. De koning van Cambodja eiste genoegdoening voor de Portugezen, maar werd door de Hollanders omgekocht. 
De koning wees Pieter van Regemortes, het hoofd van de VOC-factorij in Cambodja, erop dat als hij zo doorging met zijn intimiderend gedrag dat het dan niet uitgesloten was dat hij vermorzeld ging worden door een meute stampende olifanten. Van Regemortes keerde tijdelijk terug naar het VOC-hoofdkwartier op Java en kreeg aldaar van de gouverneur-generaal Antonio van Diemen de opdracht om bij de koning de steekpenningen terug te eisen. Daarnaast wilde de VOC dat de moordenaars gearresteerd zouden worden van twee VOC'ers die in 1641 gedood waren na een uit de hand gelopen vechtpartij. In een poging te voorkomen dat Van Regemortes door de koning geweld zou worden aangedaan, kreeg hij de functie van ambassadeur mee. 
Van Regemortes vertrok richting Cambodja met drie oorlogsschepen. Aangekomen kwam hij in gesprek met de plaatselijke havenmeester. Deze adviseerde hem om de eisen aan de koning bij te stellen. Zo had de koning namelijk al aangegeven dat hij naar aanleiding van de dood van de VOC'ers geen actie wilde ondernemen en het leek er volgens hem niet op dat de koning de omkoopsom zou willen teruggeven. Van Regemortes gaf echter te kennen aan het oorspronkelijke verzoek te willen vasthouden. Hij had verder de geheime opdracht meegekregen dat als de koning niet zou ingaan op de eisen, hij aan Cambodja de oorlog moest verklaren. Vervolgens zou Van Regemortes met zijn boten de Mekong moeten blokkeren, zodat Cambodja via deze rivier geen zeehandel meer kon bedrijven. 
Op 27 november 1643 vertrok Van Regemortes voor een afgesproken onderhoud met de koning. Hij had ter bescherming twaalf soldaten meegenomen, evenals VOC-personeel, onder wie opperkoopman Hermen Brouckman en de onderkoopman Buekoy, alsook diverse zonen afkomstig van gegoede Amsterdamse families. In de hoofdstad Oudong aangekomen, werden hij en zijn gevolg vanuit een hinderlaag belaagd door honderden Cambodjaanse soldaten en ter plekke met sabels vermoord. Later die dag werden alle overgebleven werknemers van de VOC-factorij door Maleiers en Japanners aangevallen en afgeslacht. 
Vervolgens werd opgetrokken naar de VOC-schepen die verderop voor anker lagen; het jacht Rijswijck en het fluitschip Orangie-Boom. De kapiteins en de bemanning wisten toen nog niet wat zojuist voorgevallen was. De Cambodjanen deden voorkomen dat ze de boten wilden bezichtigen, iets dat vaker voorkwam. Ze werden aan boord gelaten, maar moordden vervolgens een deel van de bemanning uit; een ander deel wist zich te redden door overboord te springen en zich aan wal verborgen te houden. Toen de honger het van hen won, kwamen ze uit de bossen tevoorschijn en werden ze gevangen genomen. De koning bepaalde dat ze tot slaaf werden gemaakt. De VOC verloor zo'n vijftig soldaten en civiel personeel, naast de ongeveer zestig man die nu slaaf waren.
Het derde VOC-schip had ten zuiden van Phnom Penh zijn anker uitgeworpen en de kapitein wist evenmin wat de anderen overkomen was toen hij door Cambodjanen aangespoord werd om aan wal te komen. Hij vond de situatie echter verdacht. Vier Chinezen die aan boord waren geklauterd om rijstwijn en bier uit te delen werden gevangengenomen, ondervraagd en voor de zekerheid gemarteld. Ze bekenden in opdracht van de koning aan boord te zijn gekomen en vertelden wat er met de anderen voorgevallen was. Het schip vertrok daarop naar Batavia, met medeneming van de Chinezen die op Java voor de rechtbank werden gebracht, opnieuw gemarteld werden en veroordeeld werden tot de doodstraf. 
Van Diemen en de Raad van Indië besloten tot een vergeldingsactie. Een smaldeel van vijf schepen vertrok op 23 maart 1644 uit de haven van Batavia met als commandant kapitein Hendricq Harouse, die op 26 augustus 1642 nog de Spaanse nederzetting op Kelang, een eilandje onder Formosa, voor de VOC ingenomen had. Harouse had een brief van Van Diemen meegenomen, waarin om een volledige vergoeding verlangd werd voor het verlies van schepen en manschappen. Tevens werd geëist dat de tot slaaf gemaakte VOC'ers vrijgelaten moesten worden. Harouse kreeg de verdere instructie mee om bij een weigering tot een oorlogsverklaring over te gaan en de Mekong te blokkeren. Hij had daarbij de vrije hand hoe te handelen.

### Strijd
Vier VOC-schepen voeren de rivier op tot aan de VOC-factorij, zo'n twintig kilometer voorbij Phnom Penh, waar ze begin juni aankwamen. Harouse werd niet in de gelegenheid gesteld om de brief van Van Diemen te overhandigen en vond dat hij om die reden niet op formele wijze de oorlog kon verklaren, ook al zag hij tal van Cambodjanen zich gereed maken voor de strijd. Hij besloot de rivier af te zakken, maar de boten werden op 12 juni bij Phnom Penh tegengehouden door twee pontonbruggen, die recent over het water waren gelegd, bedekt met doornstruiken en waarachter zich Cambodjaanse soldaten schuilhielden. De eerste brug werd met de boten doorkliefd, maar de tweede bleek versterkt met een lange ijzeren schakelketting. Harouse werd vervolgens gedood door een kanonschot, afgeschoten vanaf de rivieroever. VOC-soldaten gingen aan wal en ontzetten het kanon, maar de VOC-boten werden nu van de andere oever met kanonschoten bestookt. Met een sloep werd de tweede pontonbrug bestormd, maar de VOC'ers werden flink beschoten en de matrozen verdronken. Een tweede poging gelukte wel. Met bijlen werd de ketting kapotgeslagen. Uiteindelijk wisten de VOC-schepen ook de tweede pontonbrug te passeren, doch met verlies van in totaal 62 manschappen. Op het eind van de dag werden 245 gewonden geteld en waren 112 man ziek, alles bij elkaar ongeveer de helft van alle manschappen.
Het vijfde schip, de Noordstar, lag in het Muskietengat en blokkeerde daar al de Mekong voor de Cambodjaanse scheepvaart. Het schip werd aangevallen door een Cambodjaanse armada met aan boord koning Ramathipodei. De VOC'ers schoten er met hun kanonnen lustig op los en zouden honderden slachtoffers gemaakt hebben. Het VOC-schip kon zich echter niet vrijmaken en moest achtergelaten worden. De overige VOC-schepen verzamelden zich conform afspraak in het koninkrijk Champa waar ze een ontmoeting hadden met de koning. Deze gaf te kennen dat hij vernomen had dat bij de gevechten aan Cambodjaanse kant duizend doden zouden zijn gevallen.

### Pentekening van de Slag bij Phnom Penh

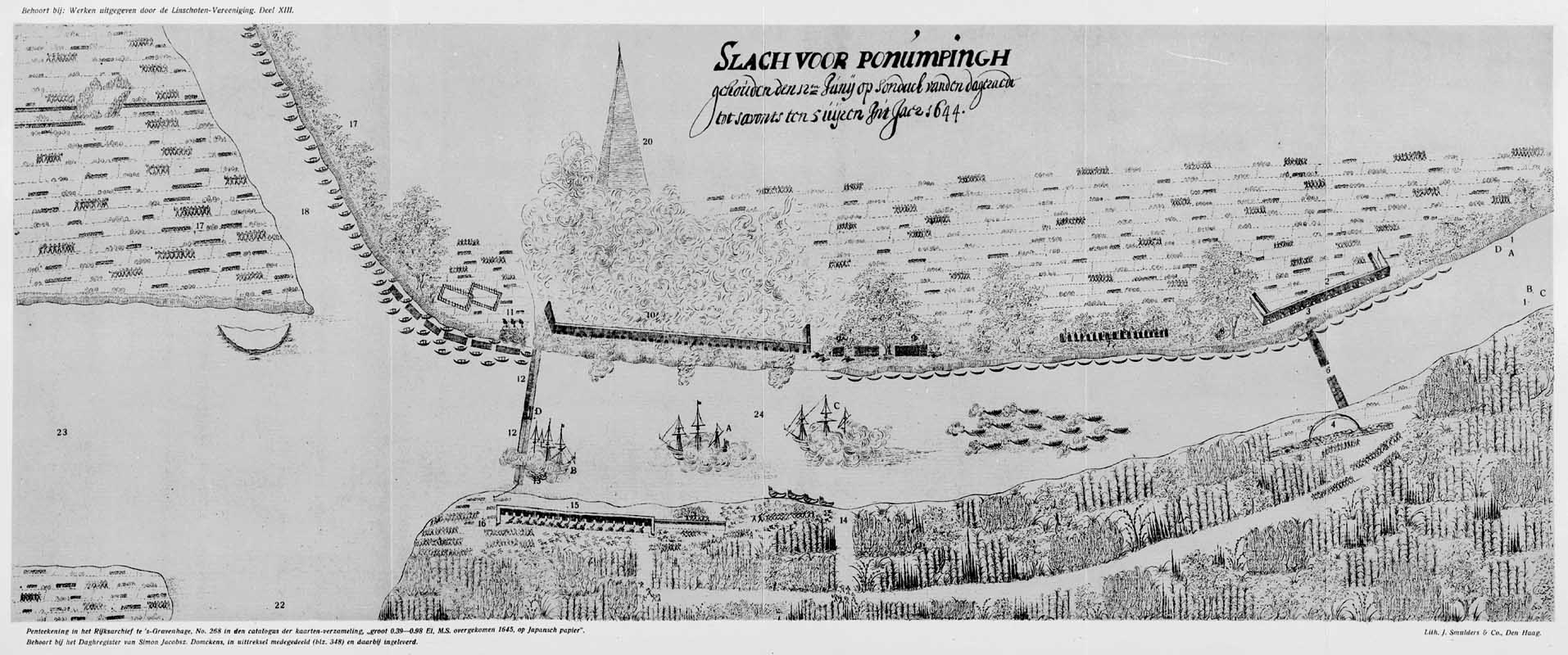
Vier VOC-schepen (v.l.n.r.) de fluit Kievith (B) en de jachten Wakende Boeye (D) (verscholen achter de Kievith), de Leeuwerick (A) en Den Dolphijn (C) in gevecht met Cambodjaanse troepen. Vanaf de wal worden de VOC-schepen bestookt met kanonvuur. De rivier stroomafwaarts (naar links) is nog geblokkeerd door een pontonbrug. Rechts van de VOC-schepen ligt een armada van Cambodjaanse prauwen. De obeliskachtige uitstulping (nr. 20) stelt Wat Phnom voor; rondom Wat Phnom (in rookpluimen gehuld) ligt de stad Phnom Penh. (pentekening op Japans papier uit het dagregister van vicecommandeur Simon Jacobsz. Dompkens, 1665, uit: De Oost-Indische Compagnie in Cambodja en Laos 1636-1670). (originele tekening in bezit van Nationaal Archief, 's-Gravenhage)

Volgens de aantekening op de pentekening duurde de slag op 12 juni 1644 van dageraad tot vijf uur 's middags. De linkerpontonbrug zou een breedte hebben gehad van twee roeden, een dikte van een halve en een lengte van vijftig tot zestig. 
Terug in Batavia verordonneerde Van Diemen een nieuwe en grotere aanval op Cambodja. Hiervoor wilde hij de hulp inroepen van de koning van Siam. De gouverneur-generaal stierf echter in april 1645. Zijn opvolger Cornelis van der Lijn vond een nieuwe expeditie op dusdanig grote schaal te kostbaar, te moeilijk en hij was ook niet zeker van de uitkomst. Hij stelde alleen voor om de VOC'ers die tot slaaf waren gemaakt vrij te laten. De koning van Cambodja gaf daar gehoor aan. Alle overlevenden, 29 in totaal, werden na ongeveer drie jaar slavenbestaan op het in 1643 door de Cambodjanen in beslaggenomen VOC-fluitschip Orangie-Boom gezet en naar Batavia gezonden. Op 8 juli 1656 werd officieel de vrede getekend.